# Spy Kids: Armageddon
Spy Kids: Armageddon és una pel·lícula de comèdia d'espies estatunidenca produïda, coescrita i dirigida per Robert Rodriguez i protagonitzada per Gina Rodriguez, Zachary Levi, Everly Carganilla i Connor Esterson. La pel·lícula serveix com a rellançament de la franquícia original d'Spy Kids i està produïda per Skydance Media, Spyglass Media Group i Double R Productions. És distribuïda per Netflix, després que també hagués distribuït la sèrie animada Spy Kids: Mission Critical. S'ha doblat i subtitulat al català.

## Premissa
Quan els fills dels agents secrets més grans del món ajuden sense voler a un poderós desenvolupador de jocs a desencadenar un virus informàtic que li dona el control de tota la tecnologia, han de convertir-se ells mateixos en espies per salvar els seus pares i el món.

## Repartiment
- Gina Rodriguez
- Zachary Levi
- Everly Carganilla
- Connor Esterson
- Billy Magnussen
- D. J. Cotrona
- Fabiola Andujar[5]

## Producció
El gener de 2021 es va revelar que estava en desenvolupament un rellançament de la franquícia Spy Kids, amb una pel·lícula que inclou una trama que se centra al voltant d'una família multicultural. El creador de la sèrie Robert Rodriguez torna com a guionista i director; el projecte és una producció conjunta entre Skydance Media, Spyglass Media Group i Double R Productions. Netflix va adquirir els drets de distribució el març de l'any següent, i es va convertir en el segon projecte d'Spy Kids produït per a la plataforma, mentre que David Ellison, Dana Goldberg, Don Granger, Racer Max (fill de Rodriguez) i Elizabeth Avellán (l'exdona de Rodriguez) es van unir com a productors.
Es va revelar que el títol seria Spy Kids: Armageddon, que era el nom original de la pel·lícula anterior, Spy Kids 4: Tot el temps del món (2011). Juntament amb l'anunci del coguió de Max i la producció de Rodriguez, el repartiment de la pel·lícula es va donar a conèixer l'estiu del 2022: Gina Rodriguez, Zachary Levi, Everly Carganilla, Connor Esterson, Billy Magnussen i D. J. Cotrona. La producció va acabar a finals d'agost d'aquell mateix any.

## Estrena
Spy Kids: Armageddon es va estrenar a Netflix el 22 de setembre de 2023.